# 沙泰尔布朗
沙泰尔布朗（法語：Châtelblanc，法語發音：[ʃatɛlblɑ̃]）是法国杜省的一个市镇，属于蓬塔利耶区。

## 地理
沙泰尔布朗（46°40'22"N, 6°6'57"E）面积20.79 平方千米，位于法国勃艮第-弗朗什-孔泰大區杜省，该省份为法国东部内陆省份，北起上索恩省，西接汝拉省，东部及东南部与瑞士接壤，东北部与贝尔福地区省接壤。
与沙泰尔布朗接壤的市镇（或旧市镇、城区）包括：阿叙尔-阿叙雷特、上丰西讷、沙佩勒德布瓦、绍讷沃。

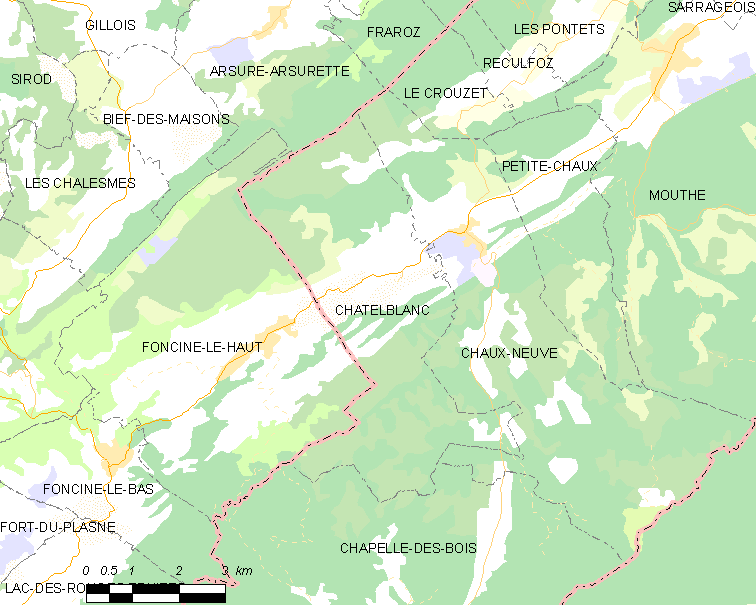
沙泰尔布朗的OSM定位图

沙泰尔布朗的时区为UTC+01:00、UTC+02:00（夏令时）。

## 行政
沙泰尔布朗的邮政编码为25240，INSEE市镇编码为25131。

## 政治
沙泰尔布朗所属的省级选区为弗拉讷县。

## 人口

1962-2008年间沙泰尔布朗人口变化图示

沙泰尔布朗于2022年1月1日时的人口数量为110人。